# Mikołaj Czeronek
Mikołaj Czeronek (ur. 15 listopada 2000) – polski lekkoatleta specjalizujący się w biegach długodystansowych. Mistrz Polski w biegu na 3000 metrów z przeszkodami (2021 i 2022).

## Osiągnięcia
Opracowano na podstawie:
| Rok  | Impreza                                   | Miejsce | Konkurencja                        | Pozycja     | Wynik   |
| ---- | ----------------------------------------- | ------- | ---------------------------------- | ----------- | ------- |
| 2018 | Mistrzostwa Europy w biegach przełajowych | Tilburg | bieg juniorów                      | 58. miejsce | 19:30   |
| 2019 | Mistrzostwa świata w biegach przełajowych | Aarhus  | bieg juniorów                      | 59. miejsce | 27:08   |
| 2019 | Mistrzostwa Europy w biegach przełajowych | Lizbona | bieg juniorów                      | 32. miejsce | 19:37   |
| 2021 | Młodzieżowe mistrzostwa Europy            | Tallinn | bieg na 3000 metrów z przeszkodami | eliminacje  | 8:53,65 |
| 2021 | Mistrzostwa Europy w biegach przełajowych | Dublin  | bieg młodzieżowców                 | –           | DNF     |

Rekord życiowy:
- bieg na 3000 metrów z przeszkodami – 8:43,72 (10 sierpnia 2023 Wałcz).